# Campionato di football americano dell'Estremo Oriente 2017
Il campionato di football americano dell'Estremo Oriente 2017 è la 3ª edizione del campionato di football americano di primo livello, che raggruppa squadre provenienti dal Circondario federale dell'Estremo Oriente.

## Squadre partecipanti
| Club                                                    | Città                           | Stadio | Sponsor ufficiale |
| ------------------------------------------------------- | ------------------------------- | ------ | ----------------- |
| Black Grizzlies Komsomolsk/ Khabarovsk Eastern Warriors | Komsomol'sk-na-Amure/Chabarovsk |        |                   |
| Khabarovsk Legio 27                                     | Chabarovsk                      |        |                   |
| Steel Wings Komsomolsk                                  | Komsomol'sk-na-Amure            |        |                   |
| Vladivostok Wildpandas                                  | Vladivostok                     |        |                   |
| Yakutian Boturs                                         | Jakutsk                         |        |                   |

## Calendario

### Primo turno
| Chabarovsk 6 ottobre 2017, ore 11:00 | Yakutian Boturs | 0 – 54 (0-24 0-6 0-6 0-18) referto | Steel Wings Komsomolsk | Stadion Lokomotiv |

| Chabarovsk 6 ottobre 2017, ore 15:00 | Vladivostok Wildpandas | 72 – 6 (14-0 14-6 26-0 18-0) referto | Black Grizzlies Komsomolsk/ Khabarovsk Eastern Warriors | Stadion Lokomotiv |

### Ripescaggio
| Chabarovsk 7 ottobre 2017, ore 11:00 | Yakutian Boturs | 14 – 36 (0-0 0-16 6-8 8-12) referto | Black Grizzlies Komsomolsk/ Khabarovsk Eastern Warriors | Stadion Lokomotiv |

### Secondo turno
| Chabarovsk 7 ottobre 2017, ore 15:00 | Khabarovsk Legio 27 | 56 – 0 (8-0 8-0 14-0 26-0) referto | Steel Wings Komsomolsk | Stadion Lokomotiv |

### Finale 3º - 4º posto
| Chabarovsk 8 ottobre 2017, ore 11:00 | Black Grizzlies Komsomolsk /Khabarovsk Eastern Warriors | 2 – 6 (2-0 0-0 0-0 0-6) referto | Steel Wings Komsomolsk | Stadion Lokomotiv |

### III Finale
| Chabarovsk 8 ottobre 2017, ore 15:00 | Vladivostok Wildpandas | 36 – 8 (8-0 0-0 12-0 16-8) referto | Khabarovsk Legio 27 | Stadion Lokomotiv |

## Verdetti
- Vladivostok Wildpandas Campioni dell'Estremo Oriente 2017